# Joel Souza
Joel Souza (Fremont, 14 de junho de 1973) é um cineasta e roteirista americano.

## Carreira
Como roteirista e diretor, Souza estreou em 2010 com o filme de aventura familiar Hannah's Gold, estrelado por Luke Perry. O thriller Crown Vic, que apresentava a vida ao volante de um carro patrulha, trouxe-lhe a maior fama. A estreia do filme aconteceu no Festival de Cinema de Tribeca e recebeu críticas mistas da crítica, que notou semelhanças substanciais entre Crown Vic e o filme Training Day.
Em outubro de 2021, ele foi ferido por disparos de arma de fogo proferidos pelo ator Alec Baldwin durante as filmagens de Rust.